# Tomás Borrás
Tomás Borrás y Bermejo (Madrid, 1891 – ibidem, 1976) est un écrivain, essayiste, journaliste, librettiste et homme politique espagnol.
Polygraphe précoce, tâtant de tous les genres littéraires, c’est cependant en premier lieu dans le journalisme que Borrás mena carrière, en collaborant avec nombre de journaux et revues madrilènes, en tant que critique littéraire, correspondant de guerre (au Maroc en 1921), chroniqueur de théâtre, etc. Si, artistiquement, il est à cataloguer dans le modernisme espagnol, et s’il fut un authentique novateur dans le domaine du théâtre lyrique, il se situait politiquement à l’extrême droite, adhérant à la Phalange et allant, au lendemain de la victoire du Front populaire en février 1936, jusqu’à fabriquer de faux documents devant attester d’un projet (précis et fort élaboré) de révolution communiste en Espagne. La Guerre civile terminée, il délaissa la politique pour se vouer tout entier à son abondante production littéraire.

## Biographie

### Parcours journalistique
Tomás Borrás vint au monde à Madrid, de parents originaires de la province de Tarragone (pour le père) et de la province de Ségovie (pour la mère). Après ses études secondaires et son baccalauréat à l’Institut San Isidro de Madrid, il entreprit un cursus de droit, mais y renonça bientôt en raison principalement d’un manque de vocation. Il commença à écrire dès ses jeunes années et se joignit au cercle artistique (tertulia) du Café de Pombo, et comme de juste figure sur le célèbre tableau de José Gutiérrez-Solana,.
Ses premières activités de journaliste remontent à l’année 1911, où il collabora au journal madrilène La Mañana. En 1912, il fonda le journal La Tribuna et entra en 1920 dans la rédaction d’El Sol, notamment comme chroniqueur des opérations militaires menées par l’Espagne dans le Nord marocain, couvrant à ce titre la guerre du Rif et plus particulièrement la débâcle d’Anoual de juillet 1921. Dans les premières années de la décennie 1920, Borrás ne manquait jamais d’être présent dans toutes les manifestations culturelles à Madrid. Il se lia d’amitié avec Ramón Gómez de la Serna, qu’il introduisit dans La Tribuna.
Il prit solidement pied dans le monde du journalisme, en collaborant avec plusieurs journaux madrilènes de l’époque, dont aussi La Nación, organe de presse officieux de la dictature de Primo de Rivera. À partir de 1930, il contribua au journal ABC et à sa publication annexe, la revue Blanco y Negro. Par le ton caustique de ses comptes rendus journalistiques, il était réputé le plus dur et le plus intransigeant des critiques de théâtre de Madrid.
En 1937, il s’associa à Mihura, Neville, Tono et Álvaro de Laiglesia pour fonder la revue d’humour politique La Ametralladora (littér. La Mitrailleuse). En 1938, sous le régime franquiste, il travailla pour des périodiques tels que la revue à tendance phalangiste Vértice, et dirigeait les quotidiens F.E., de Séville (organe de la Phalange espagnole) et España, de Tanger, fondé par Juan Luis Beigbeder,. Il s’adonna à l’étude de l’hispano-africanisme, fondant à Chefchaouen, au Maroc espagnol, le périodique El Eco de Chef Chauen, qu’il alimentait de ses contributions.
Il épousa l’interprète de tonadillas Aurora Purificación Mañanos Jaufrett, connue sous le nom de scène de La Goya,, ce qui explique qu’il était un féru et un bon connaisseur du flamenco. En 1935, il préfaça le livre Arte y artistas flamencos de Fernando el de Triana et apporta son concours aux efforts de celui-ci pour récupérer les documents photographiques relatifs au flamenco qui forment une partie substantielle dudit ouvrage. Il combattait les préjugés qui, selon lui, avaient cours contre le flamenco et lui faisaient un grand tort, et mettait en avant le flamenco authentique, celui du terroir andalou, non dénaturé par l’action délétère de la sphère urbaine.
Outre plusieurs fonctions politiques, il occupa aussi le poste de chroniqueur officiel de la ville de Madrid. Il avait grandi dans la calle de Toledo, rue éminemment populaire de la capitale espagnole, et resta domicilié à Madrid pendant la presque totalité de sa vie. Il était, en matière d’histoire locale madrilène, l’un des chroniqueurs les mieux informés.
Au lendemain de la Guerre civile, il fonda le Syndicat national du spectacle (Sindicato Nacional del Espectáculo).

### Positionnement politique
L’essayiste spécialiste du flamenco Eugenio Cobo Guzman devait dire de Borrás qu’il était « plus franquiste que Franco, quasiment nazi ». Son engagement politique dans le nationalisme (españolismo) radical se situe en 1928, c’est-à-dire au moment où il commença à écrire pour le quotidien La Nación. À partir de 1930, il collabora comme chroniqueur politique à ABC, journal classé à droite. Après l’instauration de la République en 1931, son positionnement idéologique allait s’affirmer davantage encore, à telle enseigne que peu de mois après il adhéra aux Juntas de Ofensiva Nacional-Sindicalista (JONS), organisation de tendance fasciste, avec laquelle il ne tarda pourtant pas à rompre,. Dans les années suivantes, il exposa ses points de vue politiques dans ses articles et chroniques, et en octobre 1934, après examen du comportement des phalangistes lors de la révolution asturienne de 1934, il rallia à nouveau l’espagnolisme radical et s’affilia en 1935 à la Phalange Espagnole, au sein de laquelle il mit sur pied un Syndicat de la presse et des arts graphiques. Tomás Borrás était donc un phalangiste de la première heure, une « vieille chemise », et appartenait au cercle choisi des écrivains et poètes recrutés par José Antonio Primo de Rivera,.
En 1936, Borrás fabriqua de faux documents censés démontrer l’existence chez les communistes espagnols de plans visant à prendre le pouvoir. Cette forgerie, qui fut exploitée par le camp nationaliste pour justifier le coup d’État de juillet de la même année et le présenter comme une action préventive contre une révolution communiste imminente en Espagne,,,, est à situer dans le cadre de la panique provoquée dans les élites économiques, sociales et politiques espagnoles au lendemain de la proclamation de la république, panique dont l’une des manifestations était l’affirmation de l’existence d’un plan insurrectionnel communiste, élaboré avec soin et dont l’exécution aurait été planifiée pour le printemps 1936. Le postulat d’un « coup d’État communiste pour le 1er août » était le fruit d’une vaste manœuvre de propagande et d’intoxication de la droite espagnole, dans le but d’imprimer dans les esprits l’idée d’une menace révolutionnaire et de créer ainsi un climat moral propice à une rébellion militaire. Dans le même temps, et en particulier après les élections de février, la presse conservatrice, dont ABC, dénonçait l’arrivée au pouvoir du Front populaire comme étant un cheval de Troie soviétique. Le journal El Debate alla jusqu’à rendre publics des ordres, supposément émis par le Komintern, enjoignant aux paysans de former des milices prêtes, de concert avec une « garde rouge citadine », à affronter l’armée et la Garde civile. En avril 1936, des tracts furent distribués montrant les plans détaillés d’une révolution de gauche, avec listes noires de personnalités de droite à éliminer,.

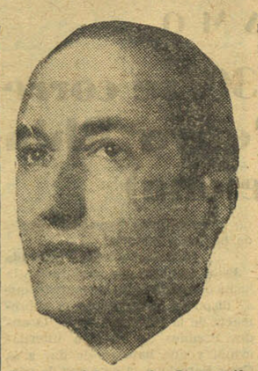
Borrás en juin 1935.

Ce même été, et dans un même dessein, le mythe du putsch communiste fut également répandu en France. De novembre à janvier 1937, la revue L’Action Française consacrait une série d’articles à l’« autodéfense » en cas de guerre civile contre les « rouges ». Les prétendus plans communistes visant à neutraliser l’armée française dont ces articles faisaient état étaient calqués sur la supercherie espagnole,,. Ricardo de la Cierva dut reconnaître en 1969 que l’auteur des prétendus documents communistes était Borrás, qui les avait diffusés par le biais d’organes de presse phalangistes et militaires, après les avoir reproduits avec l’aide d’une dactylographe travaillant au ministère de la Guerre,.
Après le coup d’État militaire du 18 juillet 1936, Borrás se tint caché pendant un temps dans le Madrid resté aux mains des républicains, avant de réussir à s’échapper. Une fois en territoire insurgé, il alla se réfugier à Tanger, où il se voua exclusivement à des tâches de propagande politique. En 1939, il publia son roman politique Checas de Madrid, dont le personnage principal est un étudiant phalangiste appartenant au Syndicat Espagnol Universitaire (SEU), branche estudiantine de la Phalange. À partir de la décennie 1940, il renonça à toute activité politique pour se consacrer tout entier à la littérature et à l’essai. Selon le journaliste Enrique Domínguez Millán, Borrás faisait partie du groupe, peu nombreux, de phalangistes ayant dédaigné les offres tentatrices du régime franquiste et n’ayant jamais accepté de fonction officielle ni aucune forme de pouvoir ou de prébende. Devenu sceptique en matière politique, n’ayant gardé sur ce plan qu’un profond et viscéral anticommunisme, il vivait uniquement de son travail et se maintenait loin de l’oligarchie gouvernante.

## Jugements et hommages
En 1949, Federico Carlos Sainz de Robles qualifia Borrás comme « l’un des écrivains les plus fins et les plus profonds, au style le plus personnel et le plus brillant de l’actualité littéraire espagnole. Il maîtrise pareillement tous les genres littéraires ; cependant c’est dans la nouvelle qu’il se distingue magnifiquement, à tel point que, hormis la comtesse de Pardo Bazán, nul n’a égalé Borrás dans la profondeur, l’agrément, la grâce poétique, le drame humain et le style vibrant des courts récits ». 
En 1953, Borrás fut honoré du titre de journaliste d’honneur et nommé en 1966 chroniqueur officiel de la ville de Madrid. Cette même année 1966, il se vit décerner le Prix national de littérature (Premio Nacional de Literatura) et le Prix national de journalisme. Peu après sa mort, la municipalité de Madrid baptisa de son nom la rue où il avait vécu pendant une grande partie de sa vie, et le Círculo de Bellas Artes plaça à l’angle de ladite rue une plaque commémorative.

## Œuvre

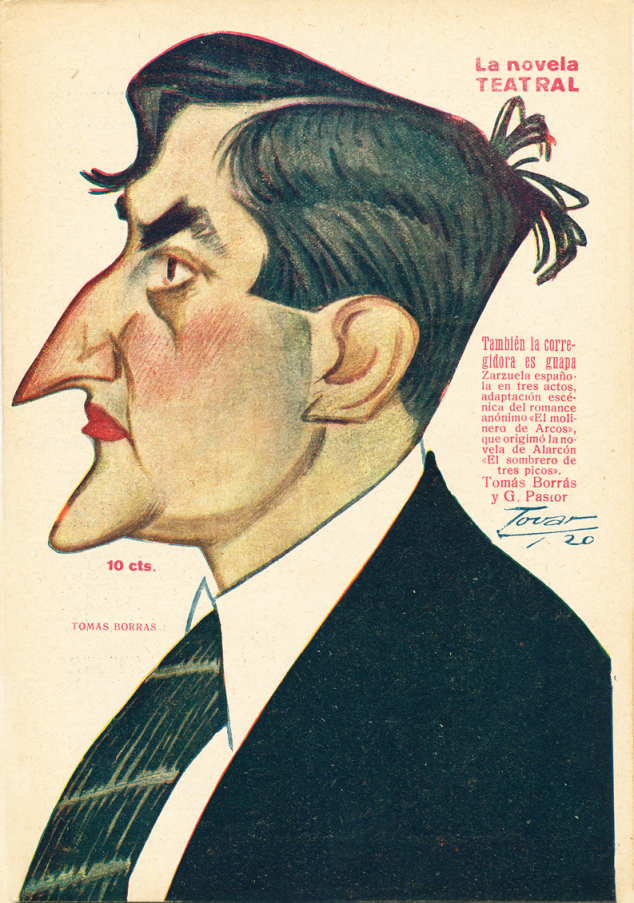
Caricaturé par Tovar pour un numéro de la revue La Novela Teatral (1920).

Outre un grand nombre d’articles de presse, l’œuvre de Tomás Borrás, auteur prolifique, comprend des romans, des nouvelles, des poèmes, des essais et des biographies (totalisant plus d’une quarantaine de volumes), et quelque 80 comédies et pièces de théâtre,.

### Essais
- Madrid gentil, torres mil, Madrid, Cultura Clásica y Moderna, 1958, 302 p.
- Todos y Nadas de la Villa y Corte, Madrid, Cultura Clásica y Moderna, 1965, 320 p.

### Nouvelles et courts récits
Borrás donna le titre de Cuentos gnómicos à un ensemble de 203 courts récits, dont la longueur varie de quatre à moins d’une page et qui se répartissent sur treize volumes, dont le premier, Unos y otros fantasmas, date de 1940 et le dernier, Agua salada en agua dulce, de 1969.

### Romans
Liste non exhaustive :
- La pared de tela de araña (1924)
- La mujer de sal (1925)
- El rey de los Estados Unidos (1935)
- Checas de Madrid (1940)
- La sangre de las almas (1947)
- Luna de enero y el amor primero (1953)
- Madrid teñido de rojo (1962)

### Théâtre

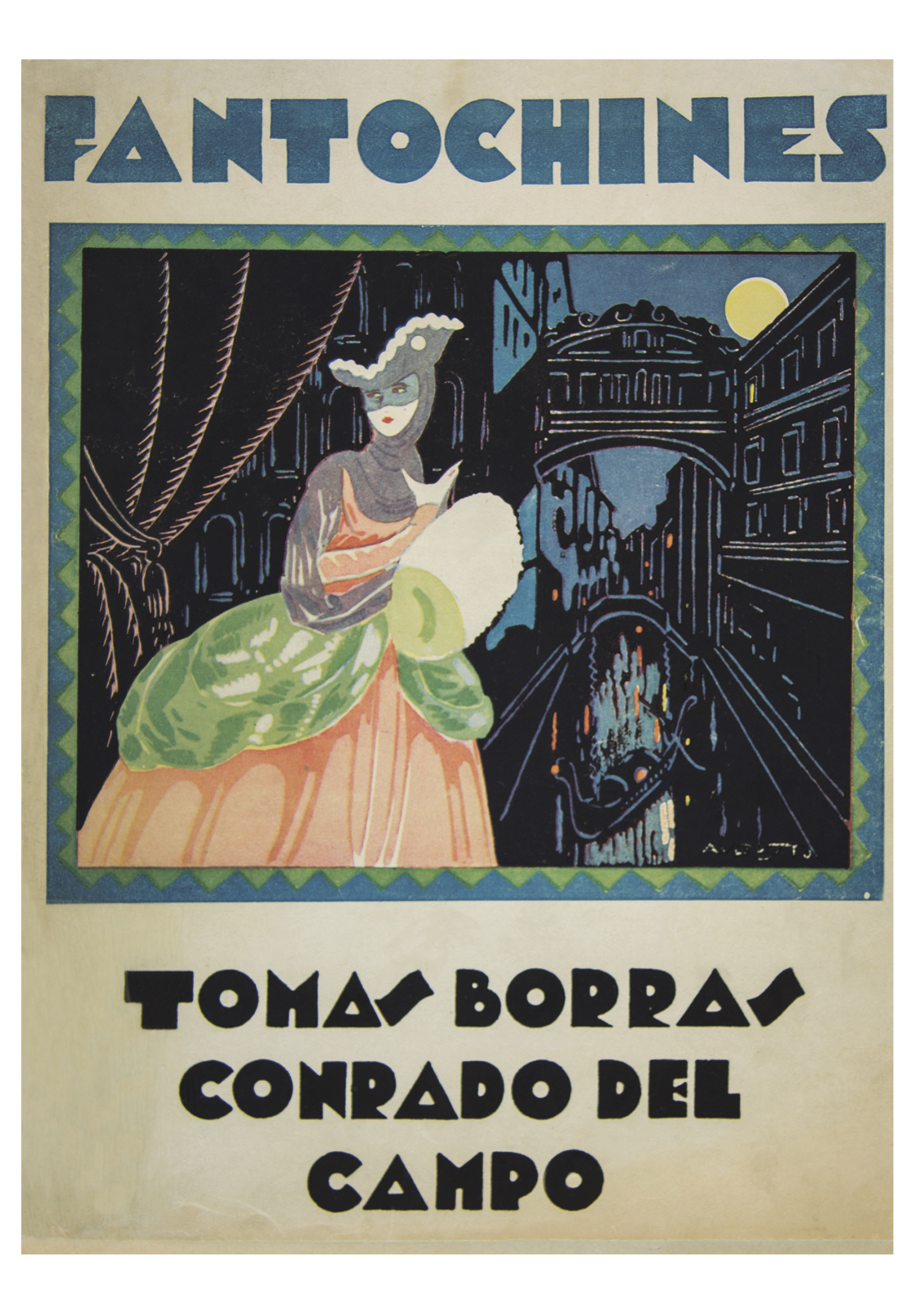
Affiche de l'« opéra de chambre » Fantochines (1923).

Du point de vue littéraire, Manuel Machado estime qu’il convient de classer Borrás dans la catégorie du modernisme. Il est à noter qu’il s’est fortement engagé dans l’une des compagnies théâtrales les plus novatrices de la scène espagnole de son époque, nommément le Teatro de arte, que dirigeait Gregorio Martínez Sierra. En particulier, sa pantomime intitulée El sapo enamorado (« le Crapaud amoureux »), dont la première eut lieu en 1916, avec une musique de Pablo Luna et des décors et costumes de José Zamora, figure parmi les productions les plus innovantes du théâtre madrilène de ce moment-là, au même rang que l’Amour sorcier (de Manuel de Falla, sur un livret du même Martínez Sierra) et le Tricorne (également de Manuel de Falla, sur un livret inspiré de Pedro de Alarcón).
Ses œuvres théâtrales les plus marquantes sont :
- El sapo enamorado (pantomime, musique de Pablo Luna, 1916)
- El Avapiés (drame lyrique en trois actes, musique de Conrado del Campo et d’Ángel Barrios, 1922)
- Fantochines (opéra de chambre, musique de Conrado del Campo, 1923)
- El pájaro de dos colores (opéra de chambre, musique de Conrado del Campo, 1929)
- Tam Tam (1931)
- Fígaro (1940)
- La esclava del Sacramento (1943)

### Dramatique radio
Borrás est l’auteur d’une retentissante dramatique radiophonique (ou « télécomédie », selon le qualificatif de l’auteur) intitulée Todos los ruidos de aquel día (littér. Tous les bruits de ce jour-là) et diffusée sur la station de radio madrilène Prisa Radio (anciennement Unión Radio de Madrid) le 24 avril 1931, c’est-à-dire 10 jours après la proclamation de la République. L’œuvre est considérée comme l’une des premières pièces radiophoniques où les artifices sonores jouent un rôle de premier plan. Borrás, dont les conceptions esthétiques en la matière prennent leur origine dans le milieu du Teatro de Arte, fait figure ici de pionnier de l’art multimédia. Sa curiosité pour tout ce qui est neuf dans les arts du spectacle, qu’il avait manifestée dans le volume Tam Tam de 1931 (composé de divers textes hybrides de nature scénique), ainsi que son esprit pionnier l’avaient tôt conduit à explorer les possibilités esthétiques de ce nouveau moyen de communication qu’était alors la radio. Dès décembre 1927, Borrás avait collaboré avec Unión Radio, par la radiodiffusion de son opéra de chambre Fantochines, divertimento inspiré de la commedia dell'arte et du théâtre de marionnettes, écrit en 1923, sur une musique de Conrado del Campo.
Si l’intrigue de cette comédie radiophonique est relativement banale et reste subordonnée aux visées acoustiques de l’auteur,, l’intérêt principal de l’œuvre ainsi que sa singularité résident dans les effets sonores, alors en plein développement, qui, selon Armand Balsebre, « par leur répertoire exhaustif [...] revendiquent dans la trame dialoguée un rôle jusque-là non encore entendu »,. Par la grande quantité d’annotations acoustiques dont elle est dotée, l’œuvre ambitionne de brosser une fresque vivante du Madrid de l’année 1930, métropole encore écartelée entre tradition et modernité, tandis que le texte prend l’allure d’une sorte de poème en prose, typique de la poésie des grandes métropoles et des avant-gardes de l’entre-deux-guerres. L’emploi de la bande sonore par Borrás s’explique en grande partie par sa formation musicale et par son passé de librettiste d’opéra. Conscient de son rôle de précurseur, Borrás ajouta une préface à sa télécomédie, dans laquelle il expose une poétique du radiothéâtre et dont des extraits seront publiés dans un numéro de la revue Ondas. Borrás y postule qu’à l’égal du cinéma, le téléthéâtre présente un caractère universel, attendu que ce type de comédie s’écrit « non pour un public parqué dans un salon, mais pour qu’on l’écoute en n’importe quelle partie du présent univers style 1931, qui est l’univers einsteinien ». Par la conjonction de ses ressources acoustiques — parole, musique, son —, le théâtre radiophonique est, dixit Borrás, « éminemment poétique ». L’auteur élabora une « esthétique du son », évocation lyrique de l’expression sonore, où transparaissent ses dispositions modernistes,.